# Dragões de Samambaia
A Associação Cultural Recreativa Escola de Samba Dragões de Samambaia é uma escola de samba brasileira, sediada em Samambaia, no Distrito Federal.
Em 2009, com um enredo que falava sobre o cinema brasileiro, a escola foi a terceira a desfilar entre quatro escolas, sagrando-se campeã do Grupo de Acesso e sendo promovida para o Grupo Especial para o Carnaval de 2010.

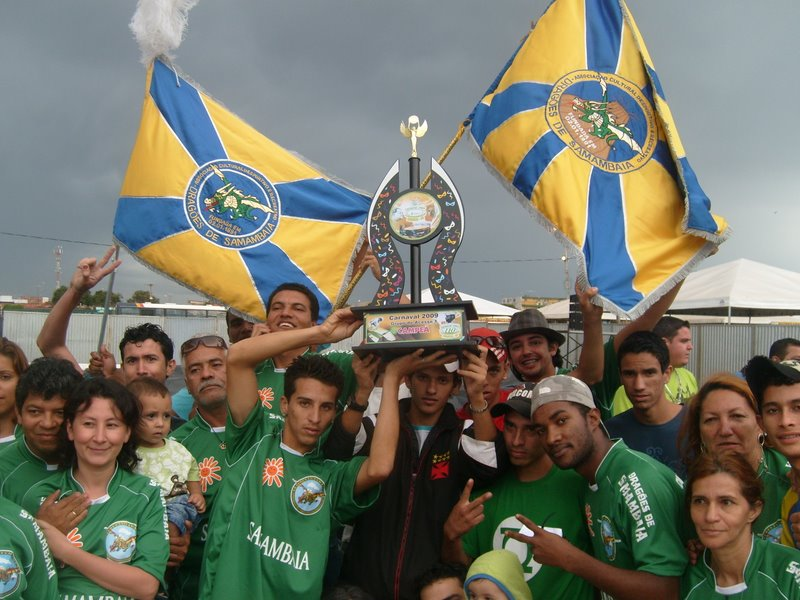
Integrantes da escola comemorando o título de 2009.

## Segmentos

### Presidentes
| Nome            | Mandato   | Ref. |
| --------------- | --------- | ---- |
| Vicente Bezerra | 1991-2040 |      |

### Corte de bateria
| Ano  | Rainha          | Madrinha | Ref. |
| ---- | --------------- | -------- | ---- |
| 2010 | Tatiane Freitas |          |      |
| 2015 |                 |          |      |
| 2024 |                 |          |      |

## Carnavais
| Ano       | Colocação         | Grupo             | Enredo                                               | Carnavalesco      | Intérprete        | Ref   |
| --------- | ----------------- | ----------------- | ---------------------------------------------------- | ----------------- | ----------------- | ----- |
| 2007      | 8° lugar          |                   | Brasil Brasileiro                                    |                   |                   |       |
| 2008      | 3° lugar          | Acesso 1          | Dragões de Samambaia em Defesa da Amazônia           |                   |                   |       |
| 2009      | Campeã            | Acesso 1          | Eu conto até dez para homenagear o cinema brasileiro |                   |                   |       |
| 2010      | ???               | Especial          | Brasília, Capital da Cultura do Samba                |                   |                   |       |
| 2015-2016 | Não houve desfile | Não houve desfile | Não houve desfile                                    | Não houve desfile | Não houve desfile | [ 3 ] |